# Ipotecă
Ipoteca este o garanție reală, servind la garantarea obligațiilor unui debitor față de creditorul său, printr-un bun imobil din propriul său patrimoniu, anume desemnat pe cale legală în acest scop (ipoteca nu presupune deposedarea debitorului de imobil).
În România, ipoteca este reglementată prin art. 2343-2428 Cod civil și este definită astfel: 
- Ipoteca este un drept real accesoriu care are ca obiect un bun imobil al debitorului sau al unei alte persoane, fără deposedare, care conferă creditorului ipotecar dreptul de a urmări imobilul în stăpânirea oricui s-ar afla și de a fi plătit cu prioritate față de ceilalți creditori din prețul acelui bun.

În Republica Moldova, prin lege ipoteca este definită astfel: 
- ipoteca este un drept real în al cărui temei creditorul are dreptul să ceară satisfacerea creanțelor sale, cu preferință față de ceilalți creditori, inclusiv statul, din valoarea bunurilor imobile depuse în ipotecă, în cazul în care debitorul omite să execute obligațiile garantate cu ipotecă.

## Istoric
Ipoteca este un element comun în cadrul dreptului roman, fiind preluat de acesta din dreptul grec antic, odată cu expansiunea romană în Magna Graecia. Numele însăși provine de la termenul grec hypotheka, preluat în limba latină drept hypotheca.

## Implicit pe proprietatea divizată
Atunci când un teren este achiziționat cu ipotecă și apoi împărțit și vândut, "regula inversă a regulii de înstrăinare" se aplică pentru a decide părțile responsabile pentru datoria neplătită.
Atunci când un teren ipotecat este împărțit și vândut, în mod implicit, ipotecarul interzice mai întâi terenurile care sunt încă deținute de mortgagor și procedează împotriva altor proprietari într-o "ordine inversă" în care au fost vânduți. De exemplu, Alice dobândește un lot de 12,000 m2 prin ipotecă, apoi împarte lotul în trei loturi de 4000 m2 (X, Y și Z) și vinde lotul Y lui Bob, apoi lot Z pentru Charlie, reținând lotul X pentru ea însăși. În mod prestabilit, creditorul ipotecar procedează în primul rând împotriva lotului X, debitorului. Dacă închiderea sau retragerea lotului X nu satisface pe deplin datoriile, creditorul ipotecar se angajează împotriva lotului Y (Bob), apoi a lotului Z (Charlie). Motivul este că primul cumpărător ar trebui să aibă mai multe capitaluri proprii, iar cumpărătorii ulteriori primesc o cotă diluată.

## Aspecte legale
Creditele ipotecare pot fi legale sau echitabile. Mai mult, o ipotecă poate lua unul din mai multe structuri juridice diferite, a căror disponibilitate depinde de jurisdicția în care se face ipoteca. Drept jurisprudențial a evoluat în două forme principale de ipotecă: ipoteca prin deces și ipoteca prin taxă legală.

### Ipoteca prin demisie
Într-o ipotecă prin demisie, creditorul ipotecar devine proprietarul imobilului ipotecat până când împrumutul este rambursat sau alte obligații ipotecare îndeplinite în întregime, proces cunoscut sub numele de "răscumpărare". Acest tip de ipotecă ia forma unei transmiteri a bunului către creditor, cu condiția ca proprietatea să fie returnată la răscumpărare.

### Ipotecă prin taxă legală
Într-o ipotecă cu taxă legală, debitorul rămâne proprietarul legal al proprietății, dar creditorul obține suficiente drepturi asupra acestuia pentru a le permite să le aplice, cum ar fi dreptul de a lua în posesie sau de a o vinde.
Exemple
În Scoția, ipoteca prin taxă legală este, de asemenea, cunoscută sub denumirea de Standard Security.

### Ipotecă echitabilă
În cazul ipotecii echitabile, creditorul este asigurat prin preluarea tuturor documentelor originale ale proprietății și prin semnarea unui Memorandum. Acest document este o angajare a împrumutatului că a depus documentele la bancă din propria  dorință și voință, pentru a asigura finanțarea obținută de la bancă.